# مركز التصميم الغربي
مركز التصميم الغربي Western Design Center (WDC)، موجوده في ميسا، أريزونا، الولايات المتحدة الأمريكية، وهي الشركة المطوره والمصنعة لمعالجات MOS 65xx، المتحكم الصغير (µCs)، ورقائق الدعم ذات الصلة. تأسس المركز عام 1978 من قبل شريك صاحب براءة اختراع تقنية أم أو أس 6502، بيل مينش، وهو موضف سابق في MOS.
بالإضافة إلى الرقاقة الصغيرة، عرض المركز رقائق على شكل محاور IP تستخدم داخل رقائق أخرى مثل ASIC وتوفر لـ ASIC والأنظمة المدمجة لخدمات الاستشارات والتي تدور حول تصميم المعالج.
كما يقوم المركز بأنشاء مترجمات للغة السي، وحزم المجمع/الرابط (assembler/linker packages)، المحاكي (simulators)، لوحات التنمية /التقديم (development/evaluation boards)، ومحاكي الدائرة (in-circuit emulators) لمعالجاتهم.

## منتجات العتاد

### الرقائق الصغيرة
| الاسم    | النوع               | تعليق                                                                          |
| -------- | ------------------- | ------------------------------------------------------------------------------ |
| W65C02S  | 8-بت CPU            | محور خالي من الأخطاء سيموس نسخة من أن أم أو أس الأصلي 6502                     |
| W65C134S | 8-بت µC             | متحكم صغير مع W65C02S محور CPU                                                 |
| W65C21S  | رقاقة مدخلات/مخرجات | متوافقة مع 6520 واجهة محول خارجي (PIA)                                         |
| W65C22S  | رقاقة مدخلات/مخرجات | متوافقة مع 6522 واجهة محول متعدد الاستخدامات (VIA)                             |
| W65C51S  | رقاقة مدخلات/مخرجات | رقاقة اتصال متسلسلة EIA-232 متوافقة مع 6551 محول واجهة اتصال غير متزامن (ACIA) |
| W65C816S | 16-بت CPU           | 16-بت متوافقة مع W65C02, تحتوي على 24-بت عنونة الذاكرة                         |
| W65C802S | 16-بت CPU           | محور 65C816 في 6502 حزمة متوافقة الدبابيس (توقف إنتاجها)                       |
| W65C265S | 16-بت µC            | متحكم صغير مع W65C816S محور CPU                                                |

### أخرى
- حاسوب مينش – W65C265 وW65C22-based هاوي تجرة الحاسبات سمي بعد مؤسس الشركة بيل مينش.

## وصلات خارجية
- موقع مركز التصميم الغربي